# Přečerpávací vodní elektrárna Dlouhé stráně
Přečerpávací vodní elektrárna Dlouhé stráně je přečerpávací vodní elektrárna společnosti ČEZ vybudovaná v Hrubém Jeseníku v katastrálním území Rejhotice obce Loučná nad Desnou v okrese Šumperk, uvnitř CHKO Jeseníky. Jedná se o nejvýkonnější vodní elektrárnu v Česku  s instalovaným výkonem 650 MW a kapacitou 3,7 GWh. Jedná se o maximální množství elektrické energie, které lze vyrobit při jednom přečerpacím cyklu trvajícím 5,7 hodiny; někdy bývá také nazýván „energetická úložná kapacita“.

## Funkce a vlastnosti
Hlavním úkolem elektrárny je zabezpečit stabilitu elektrizační soustavy, pro kterou je nezbytná rovnováha mezi aktuální spotřebou a výkonem dodávaným energetickými zdroji. Několikrát denně tak přechází z čerpadlového do turbínového režimu a naopak. Vlivem nástupu větrných a slunečních elektráren jak v Česku, tak např. v sousedním Německu, se výrazně zvýšila nestabilita elektroenergetického systému. Proto dnes elektrárna častěji přechází do čerpadlového režimu i v průběhu dne, zatímco dříve přecházela do tohoto režimu téměř výhradně v noci.
V roce 2019 elektrárna získala certifikaci pro tzv. blackstart pro případ výpadku dodávek elektřiny na větším území (tzv. blackoutu). Dálkovým pokynem je možné v elektrárně spustit dieselový generátor, který umožní spustit jednu vodní turbínu, ta zahájí dodávku proudu do 172 km dlouhého vedení, což umožní nabuzení, rozběh a opětovné přifázování k síti elektrárny Chvaletice, a bude tím možné obnovit provoz elektrické soustavy.

## Vodní nádrže
PVE Dlouhé stráně disponuje nádržemi s výškovým rozdílem 510,7 m (největší vodní spád v ČR):
- Horní nádrž se nachází na vrcholu hory Dlouhé stráně v nadmořské výšce 1350 m, má provozní objem 2 580 000 m³ (celkový objem 2 719 750 m³) a zabírá plochu 15,4 ha s největší hloubkou 26 m.
- Dolní nádrž leží na říčce Divoká Desná v nadmořské výšce 824,7 m, má celkový objem 3 405 000 m³ a plochu 16,3 ha.

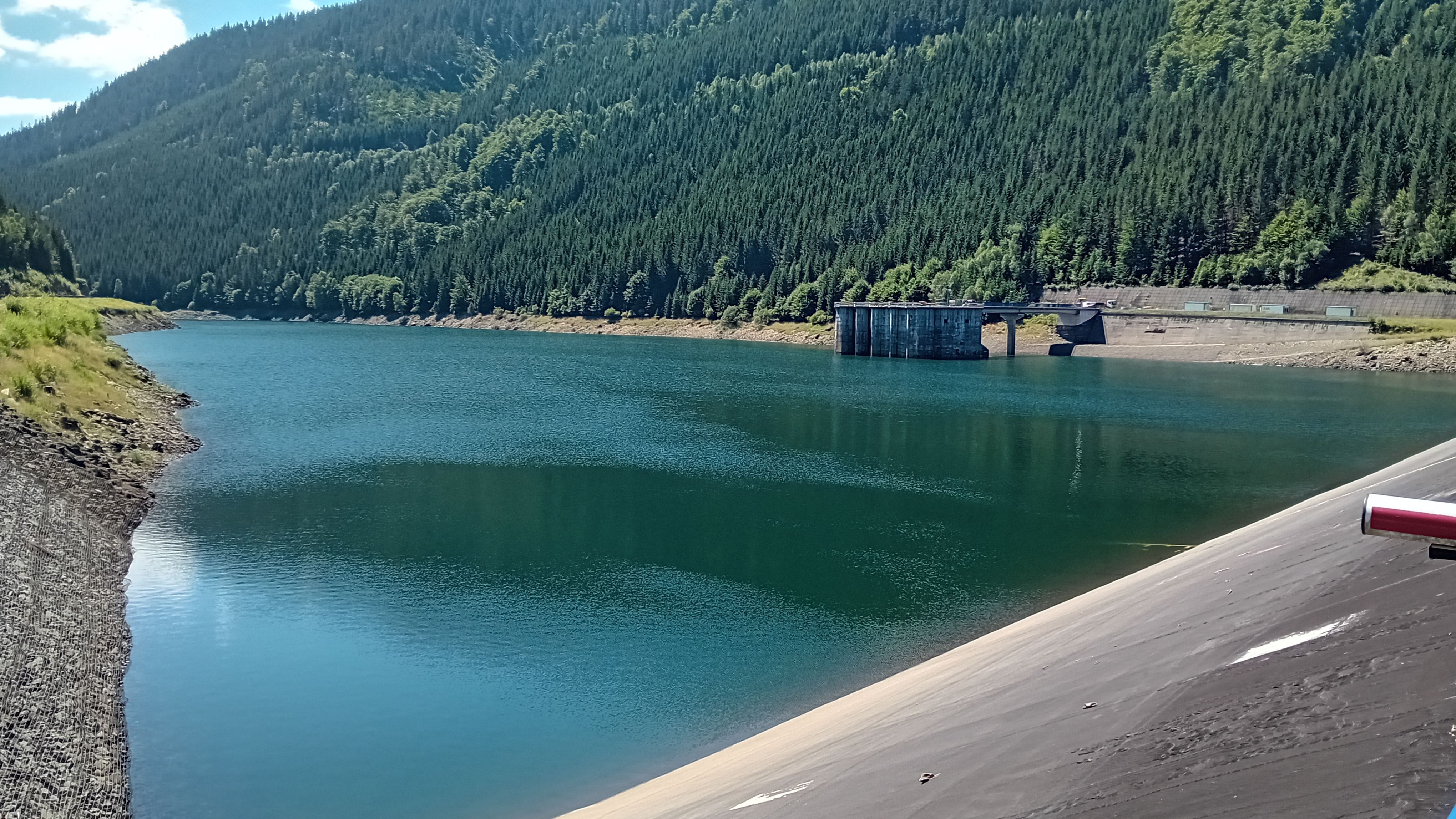
Dolní nádrž elektrárny

Při plném načerpání horní nádrže stoupne její hladina o 21,5 m a hladina dolní nádrže klesne o 22,2 m. Horní nádrž je spojena s elektrárnou dvěma přivaděči s délkou 1 547 a 1 499 m. Elektrárna je spojena s dolní nádrží dvěma odpadními tunely o průměru 5,2 m a délkami 354 a 390 m.
Horní nádrž je izolována 18cm vrstvou přírodního asfaltu, který byl dovezen z Albánie – byl totiž potřeba materiál, který bez poškození vydrží rozsah teplot od −30 do +60 °C. Vedle horní nádrže stojí malá mohyla; vzniklá navršením vytěženého materiálu. Díky ní je hora o tři metry vyšší, než byla původně. Není tak pravda, že by byla stavbou „seříznuta“.

## Elektrárna
Jelikož se areál elektrárny nachází uvnitř chráněné krajinné oblasti, je z ekologických důvodů celý provoz umístěn v podzemí. V kaverně o rozměrech 87,5 × 25,5 × 50 m jsou umístěna dvě 24 metrů vysoká turbosoustrojí s reverzními Francisovými turbínami, každá má výkon 325 MW (výkon v turbínovém režimu, v čerpadlovém režimu je maximum 312 MW; jedná se o největší reverzní vodní turbíny v Evropě a druhé největší na světě). S horní nádrží je kaverna spojena dvěma přivaděči o průměru 3,6 m a délce 1547 a 1499 m, s dolní nádrží dvěma tunely o průměru 5,2 m a délce 354 a 390 m. Na obou koncích mají přivaděče kulové uzávěry; při plném výkonu protéká každým přivaděčem 68,5 m³ vody za sekundu. Celý objem nádrže je možné načerpat za sedm hodin. Na turbínách jsou na duté hřídeli o průměru 1000 mm připevněny generátory, na nich pak rozběhové motory, které při spouštění čerpadlového režimu roztočí lopatky turbíny do protisměru (dále jsou pak lopatky poháněny přímo generátory ve funkci motorů). Na stropě turbínové kaverny jsou dva mostové jeřáby (každý o nosnosti 250 tun), které jsou v případě potřeby a po montáži propojovací části (a tím zvýšení nosnosti na 400 t) schopny společně vyzvednout soustrojí na odkládací plochu, kde jsou přístupná opravě.

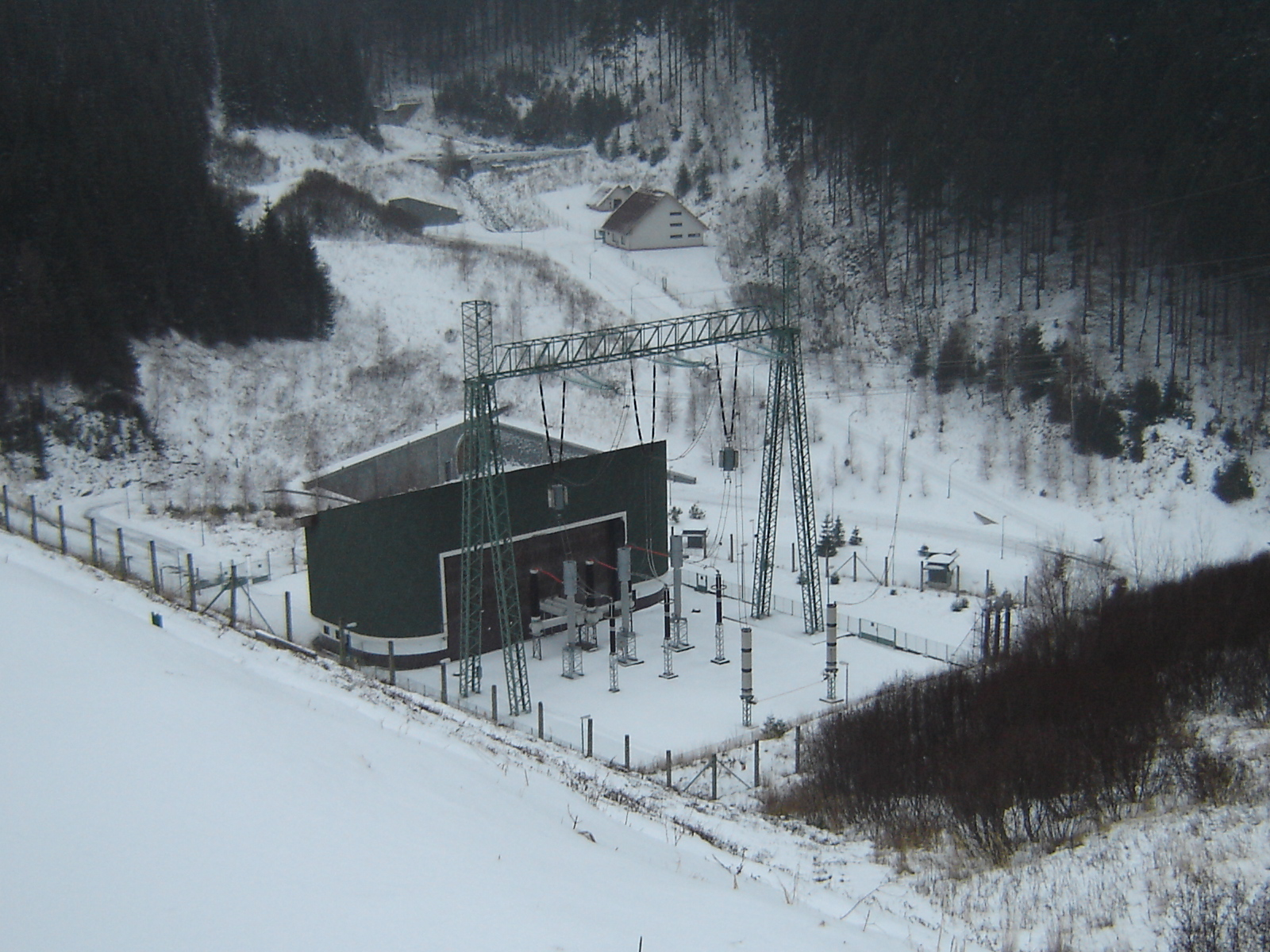
Vývodní rozvodna elektrického vedení z podzemí

Vedle turbínové kaverny se nachází další jeskyně o rozměru 115 × 16 × 21,7 m, ve které jsou rozvodny 22 kV a dva blokové trojfázové transformátory (chráněné automatickým hasicím systémem s CO2). Výsledný elektrický proud při napětí 400 kV je z podzemí veden do zapouzdřené vývodové rozvodny a dále venkovním vedením V457 o délce 52 km do rozvodny v Krasíkově.
V podzemí je vybudována celá soustava komunikačních, větracích a odvodňovacích tunelů a šachet s celkovou délkou 8,5 km. Horní nádrž je z elektrárny dostupná po silnici (o délce zhruba 12 km). Pro případ její nesjízdnosti (zejména v zimním období) je horní nádrž dostupná i tunelem s 2400 schody, který je opatřen plošinovými zubačkovými výtahy s přestupy na trase.
Elektrárna poskytuje také funkci dynamickou – funguje jako výkonová rezerva energetického systému ČR, poskytuje regulační výkon a podílí se na řízení frekvence soustavy. Dále pak může fungovat v kompenzačním režimu, kdy pomáhá regulovat napětí v soustavě. V případě potřeby dokáže z klidu na maximální turbínový výkonu přejít do 90 sekund a energii dodávat nepřetržitě šest hodin. Z čerpadlového do turbínového režimu je možno přejít za 150 s, z klidu do čerpadlového pak je potřeba 400 s. Provoz elektrárny je řízen dálkově z pražského centrálního dispečinku společnosti ČEZ. V samotné elektrárně pracuje méně než 40 zaměstnanců, kteří mají na starost zejména údržbu.

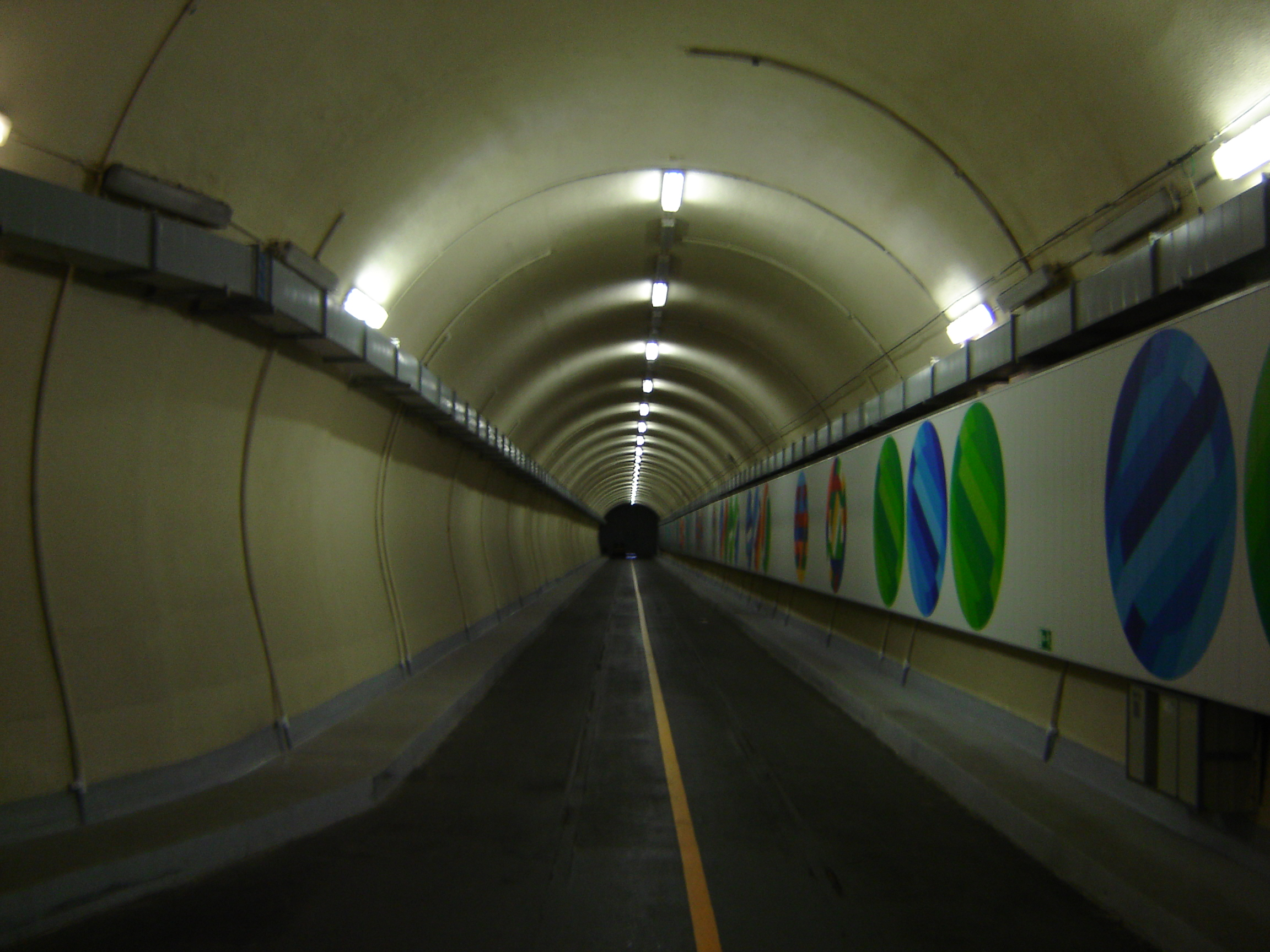
Tunel s barevnými dekoracemi vedoucí do turbínové kaverny

Elektrárna je doplněna malou nízkotlakou vyrovnávací elektrárnou (Dlouhé stráně II), která slouží k pokrytí vlastní spotřeby elektrárny; je vybavena Francisovou turbínou o výkonu 163 kW osazenou na odtoku z dolní nádrže. PVE je soběstačná i s ohledem na zásobování vodou: v areálu má vlastní úpravnu vody, kterou získává z potoka Jezerná a disponuje také vlastní čistírnou odpadních vod.
Společnost ČEZ každoročně investuje do oprav, modernizace a zvýšení bezpečnosti elektrárny desítky až stovky miliónů korun. V roce 2022 to bylo 60 miliónů, v roce 2023 111 milionů korun a v roce 2024 400 milionů korun.

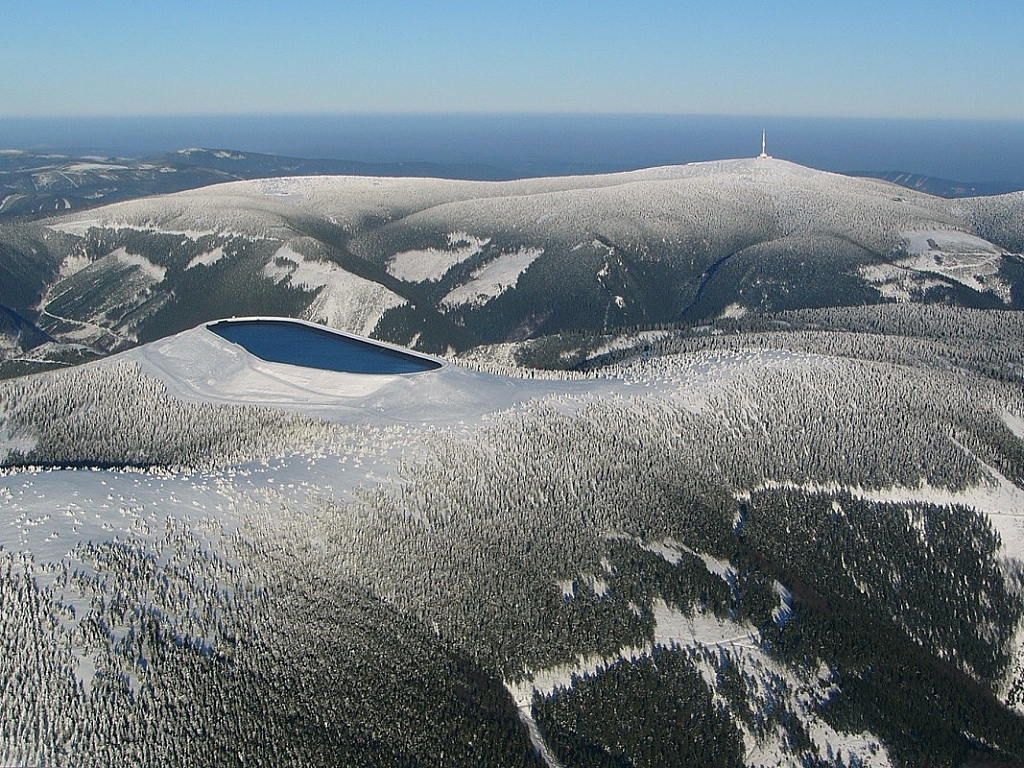
Letecký snímek horní nádrže

## Historie
Po zvážení velkého množství lokalit byla výstavba v masivu Mravenečníku zahájena v roce 1978. Na počátku osmdesátých let však vláda rozhodla o útlumu stavby a nebylo jasné, zda bude elektrárna vůbec dokončena. Roku 1985 byl projekt elektrárny modernizován – namísto původně plánovaných čtyř soustrojí s oddělenými turbínami a čerpadly byly navrženy dvě reverzní turbíny o vyšším výkonu. O dokončení elektrárny bylo rozhodnuto až v roce 1989, po protestech ochránců přírody a technických problémech s jednou turbínou byla elektrárna do ostrého provozu uvedena až 20. června 1996.
Hlavním dodavatelem byla společnost Ingstav, dodavatelem inženýrských investorských činností byla firma Energotis, podzemní práce prováděla firma Subterra, asfaltobetonové těsnění zajistila bratislavská společnost Slovasfalt. Generálním projektantem stavby byla firma Aquatis. Základní technologie vyrobila firma ČKD Blansko, transformátory dodala Škoda Plzeň, pancíř přivaděčů vyrobila společnost Hutní montáže Ostrava. Některé technologické celky pocházejí ze zahraničí: řídicí systém a zapouzdřenou rozvodnu vyrobila firma AEG, kabelový vývod dodala francouzská firma SILEC, výkonové vypínače jsou od společnosti ABB.
Celkové náklady na stavbu činily přibližně 6,5 miliardy korun, elektrárna se zaplatila za sedm let provozu. V prvních deseti letech elektrárna do sítě dodala 2,7 TWh energie.
V létě 2007 proběhla generální rekonstrukce horní nádrže, která již byla v havarijním stavu – první závady se přitom vyskytly už pět let po zahájení provozu, nejvíce byla poškozena asfaltová izolace. Opravy provedla švýcarská firma Walo Bertschinger, rekonstrukce spolu s výměnou řídicího systému stála zhruba 360 milionů korun.
Díky výměně jednoho z oběžných kol v roce 2018 se zvýšila roční produkce přibližně o 7  GWh. Nové oběžné kolo ze Slovinska s průměrem 4,5 m a váhou 40 tun má devět lopatek (o dvě více než původní) a jeho instalace vyšla na 150 mil. Kč.
V roce 2021 byla zvednuta provozní hladina horní nádrže o 70 cm, což vedlo ke zvýšení maximální akumulované energie nádrže z 3,5 GWh na 3,7 GWh.

## Reakce veřejnosti

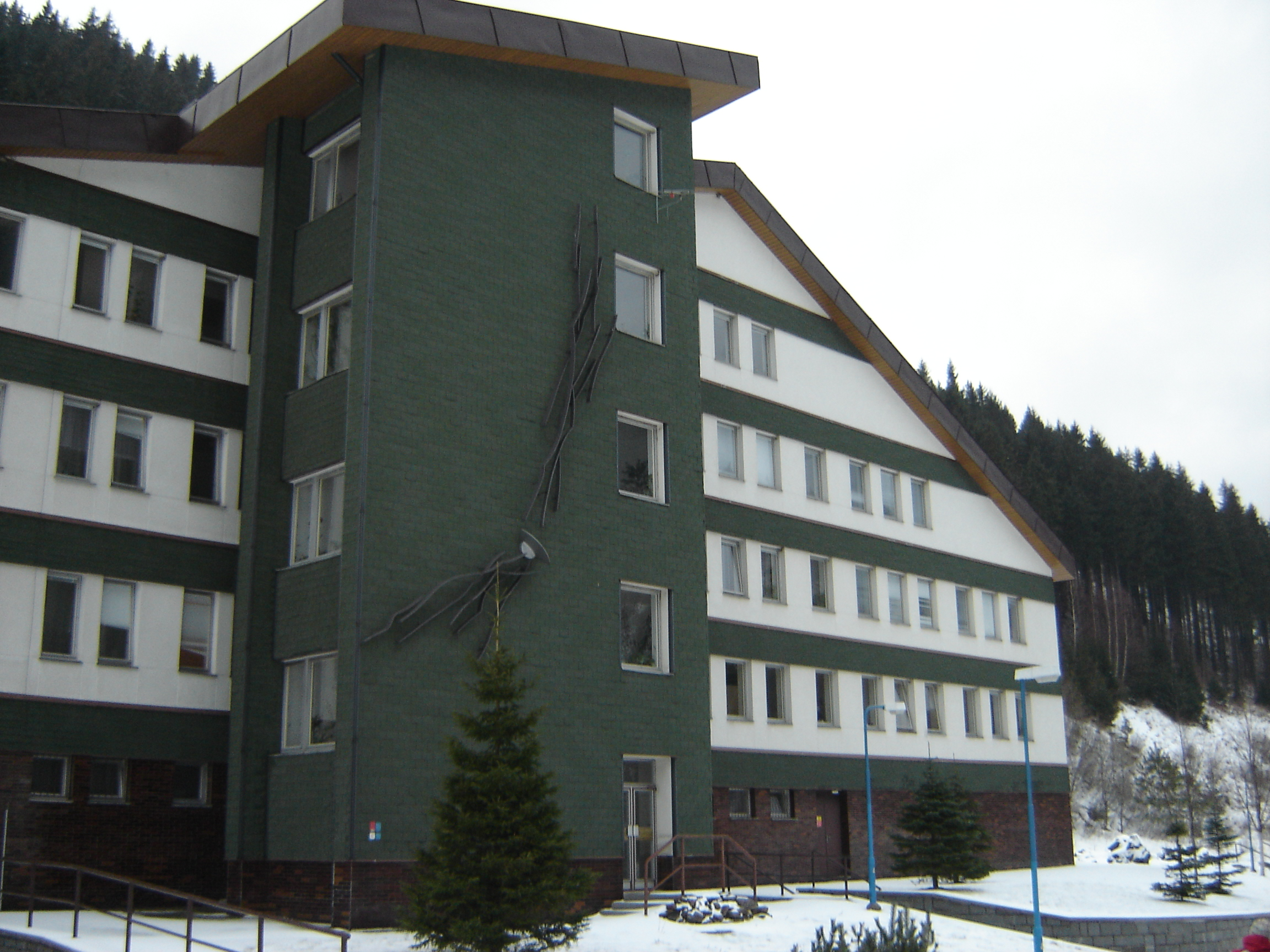
Provozní budova s kancelářemi a infocentrem

Umístění elektrárny uvnitř Chráněné krajinné oblasti Jeseníky vyvolávalo z počátku kritiku veřejnosti.
Jan Höll, hlavní inženýr výstavby elektrárny konstatoval, ze dnes by výstavba v takovém rozsahu v CHKO Jeseníky možná nebyla. Souboj s ochránci přírody a ekologickými spolky by stát v současné době[kdy?] pravděpodobně prohrál. A to přesto, že provoz elektrárny nepotřebuje žádné suroviny, nevytváří odpad a ročně ušetří 600 000 tun hnědého uhlí. Do ovzduší se tak nedostanou statisíce tun oxidu uhličitého. Od roku 1989 obdobné stěžejní energetické dílo v Česku nevzniklo.
Z pohledu veřejnosti dnes již stavba výraznější kritiku nevyvolává. V roce 2005 elektrárna zvítězila v internetové anketě serveru iDNES o „div Česka“, kde ve finálovém kole získala 13 555 z téměř 31 tisíc zaslaných hlasů.

## Infocentrum a exkurze
Do prostor elektrárny a k oběma nádržím jsou pořádány exkurze pro veřejnost. Ty sestávají z návštěvy Infocentra, prohlídky podzemní strojovny s turbogenerátory, obhlídky dolní nádrže a v období od května do října i horní nádrže. Lze objednat i odbornou prohlídku pro osoby s hlubší znalostí elektrotechniky a energetiky. Exkurze jsou zpoplatněny.
Dříve návštěvníci shlédli při návštěvě Infocentra krátký dokument o principu a činnosti elektrárny. Od dubna 2024 byl dokument nahrazen tzv. Watertour Dlouhé Stráně, kdy návštěvníci projdou útrobami elektrárny pomocí vizualizace s použitím 3D brýlí. Podívají se i do oblastí, které nejsou přístupné, např. do útrob turbíny nebo do 1,5 kilometru dlouhého přivaděče vody mezi horní a dolní nádrží.
V roce 2017 podle oficiální statistiky přivítala elektrárna miliontého návštěvníka. V roce 2022 navštívilo Infocentrum a prostory elektrárny asi 30 tisíc návštěvníků, v roce 2023 to bylo 35 tisíc návštěvníků a v první polovině roku 2024 přibližně 30 700 návštěvníků. Zejména horní nádrž elektrárny navštíví ročně po vlastní ose přibližně 100 tisíc turistů a místo je tak jedním z nejnavštěvovanějších cílů Olomouckého kraje.
V roce 2015 proběhla elektrizace železniční trati Šumperk – Kouty nad Desnou. Turistický region se tak stal veřejnou dopravou výrazně dostupnějším. Byly zavedeny přímé páteřní vlakové spoje s označením M1 a intervalem jedna nebo dvě hodiny napříč významnou částí Olomouckého kraje. Jako páteřní trať M1 byla označena trasa Nezamyslice – Prostějov – Olomouc – Zábřeh – Šumperk – Kouty nad Desnou. Od jízdního řádu 2024/2025 je obsluhována výhradně nízkopodlažními elektrickými jednotkami RegioPanter.